# De gustibus non est disputandum
De gustibus non est disputandum ("dei gusti non si deve discutere") – talvolta reso anche con de gustibus non disputandum est oppure de gustibus et coloribus non est disputandum ("su gusti e colori non si deve discutere"), o anche nella forma abbreviata de gustibus non disputandum – è una locuzione latina molto diffusa di origine non classica. Intende sottolineare come non sia altro che tempo perso discutere sui gusti delle persone o comunque degli animali, essendo assolutamente tensioni individuali riferibili perciò alla sensibilità propria di ciascun essere. La locuzione si è consolidata nell'uso moderno, al punto da essere talora richiamata con la forma ellittica de gustibus, sottintendendo il resto dell'adagio e il suo significato.
L'attribuzione della prima menzione del detto a Plutarco, che a sua volta lo farebbe pronunciare a Giulio Cesare durante una cena nella quale viene servito un piatto immangiabile per i Romani, asparagi al burro, è priva di fondamento. Tralasciando la considerazione che Plutarco scriveva in greco, e quindi in ogni caso la locuzione sarebbe opera del traduttore in latino, nelle numerose citazioni sul web e sui libri non appare mai la fonte esatta del passo; probabilmente si tratta di Vite parallele, opera in cui però non si riscontra nessuna frase corrispondente. Questa diceria ha ormai assunto i contorni di una leggenda metropolitana e, in mancanza di fonti più precise, va considerata come una falsa citazione.
Dal punto di vista grammaticale, la frase presenta un complemento di argomento, introdotto da de + ablativo, seguito da una perifrastica passiva con il gerundivo.
De gustibus non disputandum è anche il titolo di un dramma giocoso per musica composto da Carlo Goldoni nel 1754.